# Манастир Савинац (Стари Лединци)
Манастир Савинац или Манастир Светог Саве припада Епархији сремској Српске православне цркве. Налази се на северној страни Фрушке горе у Старим Лединцима, близу Новог Сада.

## Историја
Манастир Светог Саве је био некадашњи манастир на Фрушкој гори, забележен само у дефтерском попису с краја 16. века, када је на име десетине и осталих пореза плаћао 500 акчи годишње. До данас није тачно утврђено где се налазио.
За једну од могућих локација овог манастира сматрани су остаци средњовековне цркве у селу Старим Лединцима, на Клиси, узвишењу на Малом брегу. На тој локацији у опису опата Бононија из 1702. године забележене су и развалине цркве са кулом.
Епископ сремски Василије прогласио је остатке средњовековне цркве у Старим Лединцима за манастир Светог Саве (Манастир Савинац) и тако започео обнову ове цркве и манастира, 2017. године. Од како је за настојатељицу васпостављене монашке обитељи постављена Теодора Батинић, у оквиру овог манастира редовно се обављају сва типиком прописана богослужења.